# Instruction budgétaire et comptable M57
L'instruction budgétaire et comptable M57 est le cadre juridique qui réglemente la comptabilité des collectivités territoriales françaises. Depuis le 1er janvier 2024 elle remplace les précédentes instructions : M14 pour les communes et EPCI, M52 pour les départements, M71 pour les régions.

## Histoire
Elle a été développée sur les indications du Conseil de normalisation des comptes publics. Elle entre progressivement en œuvre à partir du 1er janvier 2020, de manière facultative. Elle sera généralisée et rendue obligatoire en 2023. Elle est déjà utilisée par la Ville de Paris depuis 2020 et à titre expérimental par la métropole de Lyon.

## Contenu
Ses principales innovations, par rapport aux instructions précédentes : 
- la fongibilité partielle des budgets, dans la limite de 7,5% des enveloppes votées. C'est une fongibilité asymétrique: le transfert sans vote vers le budget de ressources humaines n'est pas possible ;
- la possibilité de voter un règlement budgétaire pour la durée du mandat électif ;
- un recours accru à la pluriannualité, comme c'est déjà le cas pour les régions.